# سرم قندی نمکی
سرم قندی نمکی یا دکستروز سالین (به انگلیسی: dextrose saline) ترکیبی است از دکستروز (نوعی گلوکز) و آب. از این محلول برای درمان قند خون پایین یا از دست‌دادن آب بدن بدون از دست‌دادن الکترولیت‌ها استفاده می‌شود. چنین وضعیتی ممکن است در مواردی مانند تب، پرکاری تیروئید، کلسیم بالای خون یا دیابت بی‌مزه رخ دهد. همچنین در درمان پتاسیم بالای خون، کتواسیدوز دیابتی و به‌عنوان بخشی از تغذیه وریدی کاربرد دارد. این محلول به‌صورت تزریق وریدی تجویز می‌شود.
به آن محلول قندی وریدی و محلول دکستروز نیز می‌گویند، 
نام گروه دارویی: محلولهای کریستالوئیدی حاوی الکترولیت‌ها و قند
اشکال دارویی: سرم ۵۰۰ یا ۱۰۰۰ سی سی

## مکانیسم و عوارض
از جمله عوارض جانبی آن می‌توان به تحریک سیاهرگ محل تزریق، قند خون بالا و تورم اشاره کرد. مصرف بیش از حد آن ممکن است باعث کاهش سدیم خون و سایر مشکلات الکترولیتی شود. محلول‌های قندی وریدی در ردهٔ کریستالوئیدها قرار می‌گیرند. این محلول‌ها با غلظت‌های متفاوتی عرضه می‌شوند از جمله دکستروز ۵٪، ۱۰٪ و ۵۰٪. در حالی‌که در ابتدا ممکن است هایپرتونیک باشند، پس از سوخت‌وساز قند موجود در آن‌ها به هیپوتونیک تبدیل می‌شوند. گونه‌هایی از آن نیز وجود دارند که با محلول نمک ترکیب شده‌اند.
در برخی کشورهای آسیایی از محلول گلوکز وریدی به‌عنوان داروی انرژی‌بخش استفاده می‌شود، اما در ایالات متحده، این روش بخشی از درمان معمول نیست و محلول گلوکز تنها با نسخهٔ پزشک تجویز می‌شود. مهاجران آسیایی در ایالات متحده اگر به‌دنبال چنین درمان‌هایی در کلینیک‌های غیررسمی باشند، در معرض خطر عفونت قرار دارند. در این کلینیک‌ها، محلول گلوکز تزریق می‌شود، در حالی‌که این کار تأثیری بیشتر از نوشیدن آب قند ندارد. این روش در بین برخی به نام «رینگر» شناخته می‌شود.
محلول‌های غلیظ دکستروز نباید زیرپوستی یا عضلانی تزریق شوند، زیرا می‌توانند با خارج‌کردن آب از سلول‌ها باعث مرگ سلولی و در نهایت نکروز شوند.

## تاریخچه
محلول دکستروز از دهه‌های ۱۹۲۰ و ۱۹۳۰ برای کاربردهای پزشکی در دسترس قرار گرفت. این محلول در فهرست داروهای ضروری سازمان جهانی بهداشت قرار دارد.

## کاربردهای پزشکی
تزریق محلول ۵٪ قند پیش از جراحی و پس از آن، معمولاً تعادلی مناسب بین واکنش‌های بدن به گرسنگی و قند خون بالای ناشی از فعال‌شدن دستگاه عصبی سمپاتیک ایجاد می‌کند. محلول ۱۰٪ معمولاً زمانی مناسب‌تر است که پاسخ استرسی بدن کاهش یافته باشد، یعنی تقریباً یک روز پس از عمل جراحی. اگر بیش از دو روز از عمل گذشته باشد، یک رژیم کامل تغذیه وریدی کامل لازم است.
در بیماران مبتلا به هیپرناترمی همراه با وُلوم طبیعی (euvolemia)، آب آزاد را می‌توان با محلول ۵٪ قند یا محلول نمکی ۰٫۴۵٪ جایگزین کرد.
در بیماران دارای اختلال در سوخت‌وساز اسیدهای چرب (FOD)، محلول ۱۰٪ قند هنگام ورود به اورژانس ممکن است مناسب باشد.
مانند سرم نرمال سالین است البته قند نیز دارد و به خصوص در اطفال و موارد هیپوگلیسمی (ناشتایی طولانی مدت) بیشتر کاربرد دارد. با انفوزیون این محلول در حین اعمال جراحی، بیماران از احتباس سدیم مصون خواهند بود.لازم به ذکر است که به دلیل اسمولاریته 509 در رده هایپر تونیک ها دسته بندی می شود.

## انواع

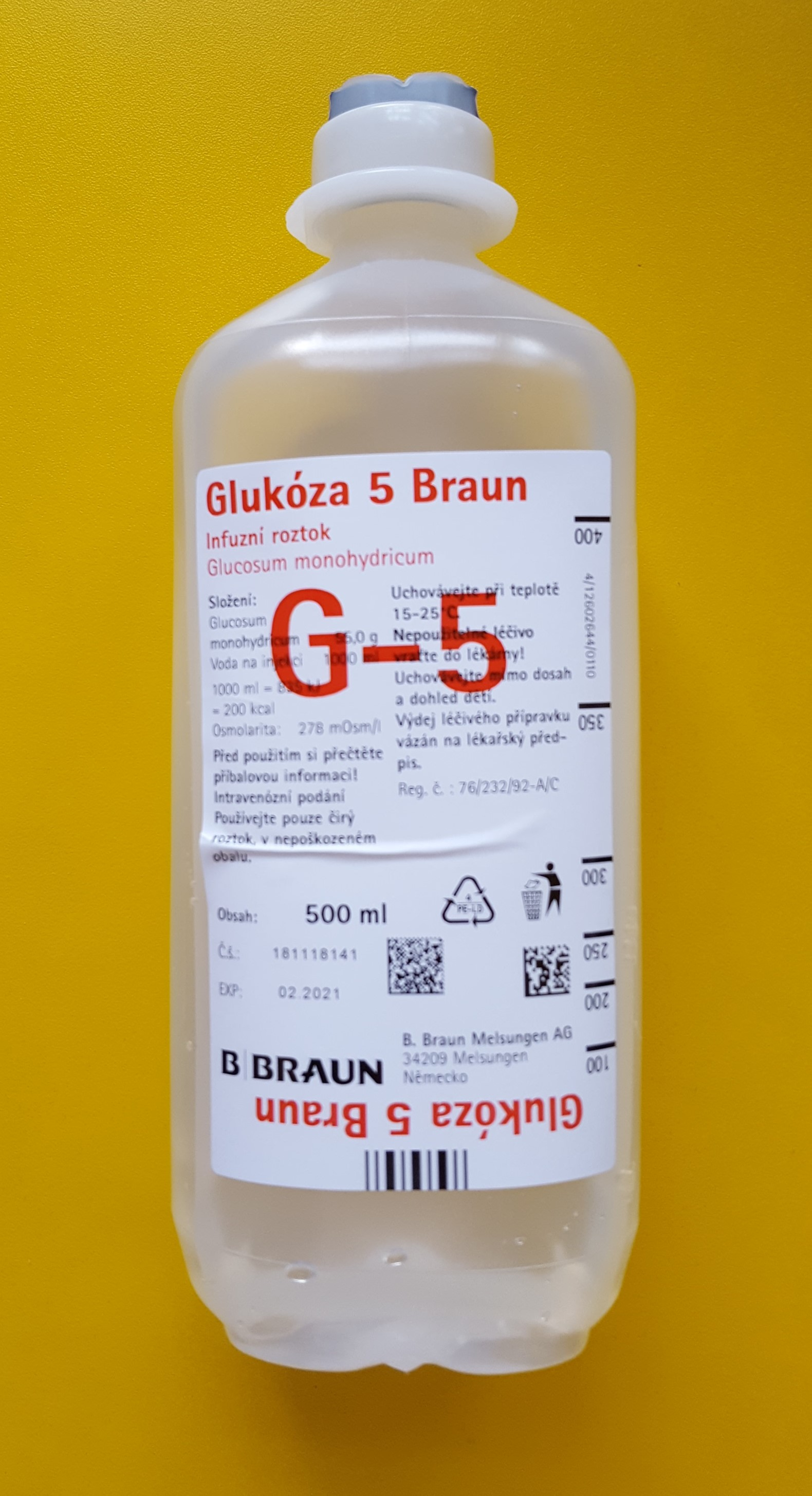
محلول ۵٪ گلوکز در آب

انواع محلول دکستروز/گلوکز عبارت‌اند از:
D5W (۵٪ دکستروز در آب)، با غلظت ۲۷۸ میلی‌مول بر لیتر
D5NS (۵٪ دکستروز در محلول نمکی معمولی)، شامل ۰٫۹٪ کلرید سدیم ** D5 1/2NS، یعنی ۵٪ دکستروز در نیم محلول نمکی معمولی (۰٫۴۵٪ NaCl)
D5LR (۵٪ دکستروز در محلول رینگر لاکتاته)
D50 – ۵۰٪ دکستروز در آب
درصد ذکرشده بیانگر غلظت جرمی است. به این معنا که یک محلول ۵٪ دکستروز حاوی ۵۰ گرم در لیتر (یا ۵ گرم در هر ۱۰۰ میلی‌لیتر) گلوکز یا دکستروز است. این شیوهٔ بیان دقیق نیست ولی به‌طور گسترده در زیست‌شناسی و پزشکی استفاده می‌شود.
از نظر انرژی، گلوکز ۴ کیلوکالری در هر گرم انرژی تولید می‌کند. بنابراین، محلول ۵٪ گلوکز حدود ۰٫۲ کیلوکالری در هر میلی‌لیتر انرژی فراهم می‌کند. اگر محلول از دکستروز مونوهیدرات تهیه شده باشد (با بازده ۳٫۴ کیلوکالری در هر گرم)، انرژی حاصل از آن برابر با ۰٫۱۷ کیلوکالری در هر میلی‌لیتر خواهد بود.

## مکانیسم اثر
این سرم شامل الکترولیتهای سدیم، کلر و گلوکز می‌باشد. این میزان در ترکیبات مختلف متفاوت است مثلاً در سرم یک سوم دو سوم دکستروز ۳٫۳% و سدیم کلراید ۰٫۳% است. این نسبت در سرم قندی نمکی دکستروز ۵% و سدیم کلراید ۰٫۹% است.

## موارد منع مصرف
در بیمارانی که دچار ادم هستند، در [هیپر ناترمی]، نارسایی کبدی و قلبی و کلیوی، خیز. مصرف در بارداری و شیردهی مجاز است.
در بعضی موقع در مورد بیماران کلیوی چیز خاصی دیده نشد